# 長航油運
中國長航南京長江油運公司（上交所：601975，曾用600087），原名南京水运实业股份有限公司 ，簡稱長航油運，是中國長江航運（集團）總公司旗下從事石油及其制品運輸的航運公司，成立於1975年，是中華人民共和國第二大的石油運輸公司。2007年，長航油運向母公司以長江運輸資產換入長航集團的油輪資產，轉為發展遠洋油運航運，但因此而造成巨额亏损并被上海证券交易所终止上市，转至新三板进行交易。

## 历史
在2007年以前，长航油运在中国内河航运市场（尤其是长江流域市场）占据重要地位，至2014年其在扬子石化码头近十几年的货运量均居第一。
2007年开始，由于中国内河油运业务利润下滑，且长江原油运输业务因遭受沿江输油管道的冲击而逐步萎缩，公司改组，原有盈利能力迅速减弱的长江油运资产被置出，而控股股东中国长江航运（集团）总公司的海上油运资产进入上市公司。长航油运利用国家战略背景投身海外原油运输业。其为针对伊拉克、伊朗的原油运输业务，2008－2010年间一次性下单生产五六条VLCC（载重量一般在20万至30万吨的大型油轮）。至2010年年报公布，公司有10艘VLCC在建或计划开工。至2011年仍有新船下水。
但美国因为伊朗核问题对伊朗实行经济制裁，冻结伊朗央行的美元账户；令伊朗航运订单结算的钱无法与中国对接，欠下中国油运企业巨额运费。2010年7月，美國總統奥巴马签署制裁法案，让为伊朗能源部门提供航运服务的企业受影响；2011年10月，美国限制第三国机构和企业与伊朗央行的生意往来。2012年7月，欧盟退出伊朗原油市场，其他许多国家也陆续缩减进口量。伊朗原油出口量下降近50%。大量VLCC被迫改变用途或闲置，包括长航油运旗下船只。这种搁置导致大量的银行欠款以及巨额的空转维护费用（包括船员工资等）。
与此同时，市场又并非如此糟糕，在同一时期有同行民营油运公司因运营恰当年内赚了1600万美元。长航油运运营不善，部分人才被民企挖走，甚至被迫将总部多余的会议室对外放租。
2013年，长航油运净利润亏损人民幣59.22亿元、净资产亏损人民幣20.97亿元；其中，子公司长航油运(新加坡)有限公司签署的合同决策失误带来的亏损（2013年年末占用母公司资金余额）高达人民幣31.24亿元，其来源于大量长租船只。这受到小股东的质疑，怀疑其利益输送。也有研究者认为，是由于总公司为保住另一亏损严重的上市公司长航凤凰而作出这样的决策。
2014年4月21日，长航油运被上海证券交易所终止上市，进入退市整理期交易。根据其年报显示，2010年-2013年的4年间，长航油运亏损总额为人民幣79.33亿元；而其之前连续盈利的13年合计净利润合计人民幣23.77亿元，相当于上市17年净亏人民幣55.56亿元。而在其退市前夕，仍有大量散户买入搏取利润。

## 外部連結
- 長航油運 （页面存档备份，存于）（简体中文）